# Federacja Rodzin Katyńskich
Federacja Rodzin Katyńskich – polska organizacja pozarządowa, skupiająca działaczy Rodzin Katyńskich z terenu całego kraju, stawiająca sobie za cel upamiętnienie ofiar zbrodni katyńskiej i pielęgnowanie pamięci o polskich ofiarach komunizmu w ZSRR.
Powołana formalnie 3 grudnia 1992 z inicjatywy Bożeny Łojek (ponadto w Komitecie Organizacyjnym byli Jolanta Klimowicz-Osmańczykowa, Danuta Napiórkowska i Jędrzej Tucholski.
Z inicjatywy Federacji powstały m.in. cmentarze wojenne w miejscach egzekucji polskich oficerów w Katyniu (Polski Cmentarz Wojenny w Katyniu), Miednoje i Charkowie (Cmentarz Ofiar Totalitaryzmu w Charkowie).
W marcu 2010 Rzecznik Praw Obywatelskich Janusz Kochanowski uhonorował Federację Rodzin Katyńskich odznaką „Za Zasługi dla Ochrony Praw Człowieka”.

## Władze
Funkcję przewodniczącego Rady FRK pełnili: Krystyna Krzyszkowiak (1993–1996), Janusz Lange (1996–2003), Marcin Zawadzki (2003–2006) i Emilia Maćkowiak (2006–2008); od 2008 przewodniczącym jest ponownie Marcin Zawadzki. Stanowisko prezesa Zarządu sprawowali: Włodzimierz Dusiewicz (1993–2006) i Andrzej Sariusz-Skąpski (2006–2010); od 2010 funkcję pełni Izabella Sariusz-Skąpska. Kapelanami rodzin katyńskich byli: przez wiele lat ks. prałat Zdzisław Peszkowski (który sam był osadzony w obozie w Kozielsku, z którego odzyskał wolność), ks. kanonik Andrzej Kwaśnik; od 2010 jest nim ks. Janusz Bąk. Kilka osób związanych z FRK, w tym prezes fundacji Andrzej Sariusz-Skąpski zginęło 10 kwietnia 2010 w katastrofie polskiego Tu-154 w Smoleńsku w drodze na obchody 70. rocznicy zbrodni katyńskiej.
Zarząd
2013–2016
- Izabella sariusz-Skąpska – prezes
- Magdalena Bzowska – wiceprezes
- Teresa Jadwiga Duszyńska – sekretarz
- Paweł Niemiec – skarbnik
- członkowie: Magdalena Gadomska, Adam Kowalski, Agnieszka Markiewicz-Cybulska

2010–2013
- Izabella Sariusz-Skąpska – prezes
- Krystyna Brydowska – wiceprezes
- Teresa Jadwiga Duszyńska – sekretarz
- Halina Cecylia Drachal – skarbnik
- członkowie: Adam Kowalski, Magdalena Maria Bzowska, Mirosław Henryk Krawczyk